# Harry Brokking
Harry Brokking (22 januari 1955) is een Nederlands volleybalcoach.
In 2007 werd hij benoemd tot coach van het mannelijke Britse volleybalteam, on hen klaar te stomen voor de Olympische Zomerspelen 2012. Aldaar verloren ze alle vijf wedstrijden.
Nog voor de financieringsbeoordeling verliet Brokking het team om te coachen in Tunesië. Brokking's assistent in Groot-Brittannië, Joel Banks, zal hem opvolgen.

## Carrière als coach
- 1976-1986: Brother Martinus damesteam (divisie d'honneur)
- 1986: Assistent Coach nationaal damesteam van Nederland met Peter Murphy
- 1986-1989: Assistent Coach nationaal herenteam van Nederland met Arie Selinger
- 1989-1992: Hoofdtrainer nationaal herenteam van Nederland
- 1992-1993: USC Munster damesteam (Duitsland)
- 1993-1994: Herentals (België)
- 1994-1998: PUC (Frankrijk)
- 1998-2002: Tourcoing LM (Frankrijk)
- 2002-2003: Dunkerque (Frankrijk)
- 2003-2005: Brother / Martinus
- 2005-2006: Hoofdtrainer nationaal herenteam van Nederland
- 2006-2007: AZS Czestochowa (Polen)
- 2007-2012: Hoofdtrainer nationaal herenteam van Groot-Brittannië
- 2009-2010: Hoofdtrainer Iraklis (Griekenland)
- 2013-heden: Tunesië (nader te bepalen)